# Ramón Pardo de Santayana
Ramón Pardo de Santayana y Gómez de Olea (Madrid, 28 de agosto de 1958) es un militar español. Es Teniente general del Ejército de Tierra, en la situación de retirado. Ingresó en el Ejército de Tierra el 28 de julio de 1975 como soldado voluntario especial sin derecho a premio de enganche. Pasó a la situación de reserva el 17 de diciembre de 2020 al cumplir los diez años de General en activo y al de retirado el 28 de agosto de 2023 al cumplir los 65 años, con su mayor graduación de Teniente general. Se licenció en Ciencias Políticas y Sociológicas en la Universidad Nacional de Educación a Distancia.

## Carrera militar
Ingresó en el Ejército en 1975 mediante el ingreso y estudios en la Academia General Militar de Zaragoza. 
Con el grado de Teniente fue destinado en 1980 al Grupo de Artillería de Campaña Autopropulsada XII, (GACA ATP XII). 
Con el de Capitán estuvo en la Agrupación Mixta de Encuadramiento n.º 6. Vitoria (Álava) (AME 6) perteneciente a la VI Región Militar (1983), en el Regimiento de Artillería de Campaña nº 25 (RACA 25), en el Grupo de Artillería de Campaña LII (GACA LII), (1986), Regimiento de Artillería Antiaérea n.º 71 (RAAA-71), (1987); Regimiento de Artillería Antiaérea II/71 (GAAAL II/71)  (1992)
De Comandante estuvo en la Escuela de Estado Mayor
Con su ascenso a Teniente coronel fue destinado al Grupo de Artillería de Campaña de La Legión y posteriormente al Estado Mayor del Ejército de Tierra.
Con el grado de Coronel mandó el Regimiento de Artillería de Campaña n.º 20 (RACA 20) y en el EMAD-MOPS
Estuvo destinado en los cuarteles generales de las divisiones Acorazada Brunete y Mecanizada Brunete 1 del Estado Mayor de la Defensa; en el estado Mayor del Ejército y en el mando de Operaciones.
Al ascender a General de Brigada, fue nombrado subdirector de enseñanza de la Dirección de Enseñanza, Instrucción, Adiestramiento y Evaluación del Mando de Adiestramiento y Doctrina. Al ascender a General de División (2014) fue nombrado asesor del segundo jefe del Estado Mayor del Ejército; y director de Mantenimiento y director de Integración de Funciones Logísticas.
Ascendió a Teniente General (24 de marzo de 2017). fue nombrado Jefe del Mando de Apoyo Logístico (2014-2017)
Tras su paso a la reserva, fue nombrado vicepresidente de Harambee ONGD.

### Empleos obtenidos
- Alférez Cadete del Ejército de Tierra (15 de julio de 1978).
- Teniente del Ejército de Tierra (15 de julio de 1980).
- Capitán del Ejército de Tierra (24 de julio de 1983).
- Comandante del Ejército de Tierra (2 de julio de 1992).
- Teniente coronel del Ejército de Tierra (1 de enero de 2000).
- Coronel del Ejército de Tierra (16 de julio de 2007).
- General de brigada del Ejército de Tierra (17 de diciembre de 2010).[13]
- General de división del Ejército de Tierra (25 de julio de 2014).[14]
- Teniente general del Ejército de Tierra (24 de marzo de 2017).[15] Al ascender a este empleo, fue nombrado jefe del Mando de Apoyo Logístico del Ejército de Tierra (Jemale)[16]

## Condecoraciones
- Gran Cruz al Mérito Militar distintivo blanco (2011) con mención honorífica.[17]
- Seis Cruces del Mérito Militar con distintivo blanco.
- Gran Cruz de la Orden de San Hermenegildo (2011)
- Cruz de la Orden de San Hermenegildo (197)
- Placa de la Orden de San Hermenegildo (2005)
- Encomienda de la Orden de San Hermenegildo (2000)
- Medalla OTAN. (Operaciones No-Artículo 5 en los Balcanes) (2005)
- Medalla de las Naciones Unidas (UNPROFOR) (1995)
- Medalla Conmemorativa de la Operación Balmis (2022)
- Cruz al Mérito policial con distintivo blanco